# Polystictus (állatnem)
A Polystictus a madarak (Aves) osztályának verébalakúak (Passeriformes) rendjébe és a királygébicsfélék (Tyrannidae) családjába tartozó nem.

## Rendszerezésük
A nemet Heinrich Gottlieb Ludwig Reichenbach német botanikus és ornitológus írta le 1850-ben, az alábbi 2 faj tartozik ide:
- Polystictus pectoralis
- Polystictus superciliaris

## Előfordulásuk
Dél-Amerika területén honosak. Természetes élőhelyeik a szubtrópusi és trópusi esőerdők, gyepek és szavannák, valamint legelők. Állandó, nem vonuló fajok.

## Megjelenésük
Testhosszuk 9-10 centiméter körüli.